# Wendeng
Wendeng léase Uén-Deng (en chino:文登区,pinyin:Wéndēng qū) es un distrito urbano bajo la administración directa de la ciudad-prefectura de Weihai. Se ubica al este de la provincia de Shandong, este de la República Popular China. Su área es de 1615 km² y su población total para 2010 fue +600 mil habitantes.

## Administración
El distrito de Wendeng se divide en 22 pueblos que se administran en 3 subdistritos y 12 poblados.